# Zelo Buon Persico
Zelo Buon Persico là một đô thị ở tỉnh Lodi trong vùng Lombardia của Ý, cách khoảng 45 km về phía đông nam của Milano và khoảng 20 km về phía đông nam của Lodi. Tại thời điểm 31 tháng 12 năm 2004, đô thị này có dân số 6.010 người và diện tích là 18,7 km².
Zelo Buon Persico giáp các đô thị: Merlino, Paullo, Spino d'Adda, Mulazzano, Cervignano d'Adda, Boffalora d'Adda, Galgagnano.